# Vadim
Vadim (in cirillico: Вадим) è un nome proprio di persona russo maschile.

## Varianti
- Ipocoristici: Вадик (Vadik)[1]

### Varianti in altre lingue
- Bielorusso: Вадзім (Vadzim)
- Polacco: Wadim
- Ucraino: Вадим (Vadym)

## Origine e diffusione
Il significato è ignoto. Potrebbe forse essere basato sul termine volod, "governare", o anche derivare da qualche imprecisato vocabolo norreno.

## Onomastico
L'onomastico cade il giorno 10 aprile, in memoria di san Bademo (in russo Vadim), abate in Persia e martire sotto Sapore II.

## Persone

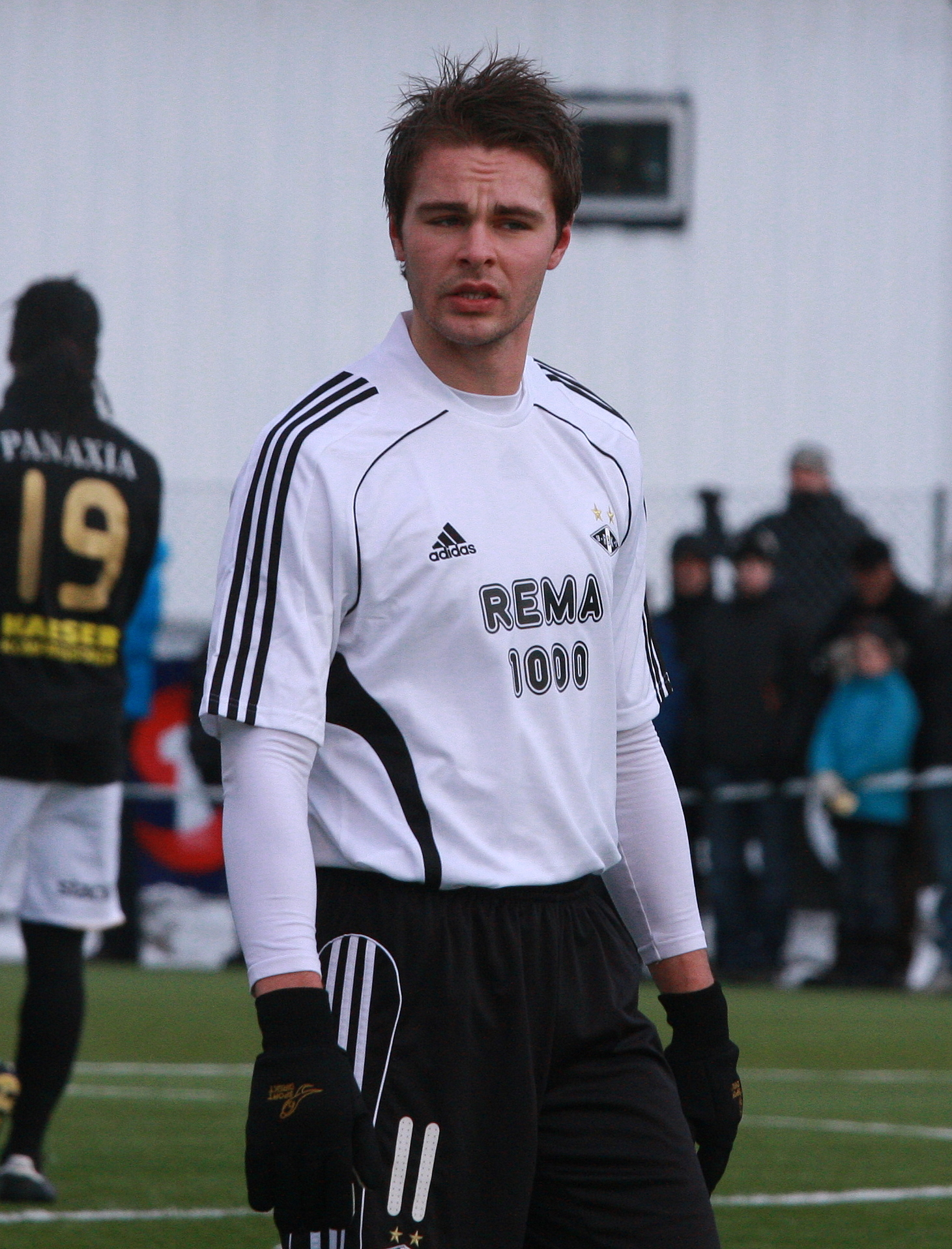
Vadim Demidov

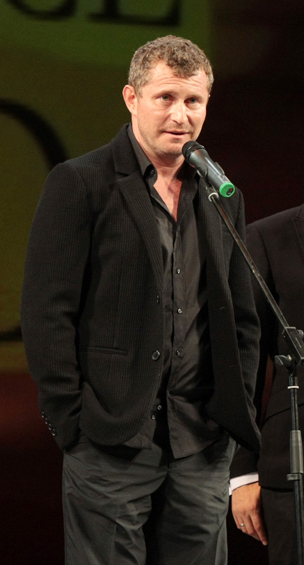
Vadim Perelman

- Vadim Jusupovič Abdrašitov, regista ucraino
- Vadim Ajupov, schermidore russo
- Vadim Alekseev, nuotatore israeliano
- Vadim Boreț, calciatore moldavo
- Vadim Aleksandrovič Černobrov, pseudoscienziato russo
- Vadim Chamutckich, pallavolista russo
- Vadim Demidov, calciatore norvegese
- Vadim Evseev, calciatore russo
- Vadim Gerasimov, matematico e programmatore russo
- Vadim Vladimirovič Gul'jaev, pallanuotista russo
- Vadim Gutcajt, schermidore sovietico
- Vadim Jaroščuk, nuotatore ucraino
- Vadim Jašin, giocatore di calcio a 5 russo
- Vadim Kapranov, cestista e allenatore di pallacanestro russo
- Vadim Milov, scacchista svizzero
- Vadim Perelman, regista statunitense
- Vadim Viktorovič Repin, violinista russo
- Vadim Borisovič Šavrov, ingegnere aeronautico e storico sovietico
- Vadim Schneider, attore francese

### Variante Vadym
- Vadym Jevtušenko, calciatore ucraino
- Vadym Pružanov, tastierista ucraino
- Vadym Sosnychin, calciatore ucraino
- Vadym Tkačuk, pentatleta ucraino

### Variante Vadzim
- Vadzim Dzevjatoŭski, atleta bielorusso
- Vadzim Kaptur, tuffatore bielorusso
- Vadzim Machneŭ, canoista bielorusso
- Vadzim Žuk, arbitro di calcio bielorusso